# Korona Sambor
Korona Sambor – polski klub piłkarski z siedzibą w Samborze, rozwiązany podczas II wojny światowej.

## Historia
Chronologia nazw:
- 1907: SKS [Studencki Klub Sportowy] Sambor
- 191?: SKS Korona Sambor
- 1922: WCKS Korona Sambor
- 1939: klub rozwiązano

Studencki Klub Sportowy został założony w Samborze w 1907 roku przez uczniów miejscowego Gimnazjum. Wkrótce jeszcze przed wybuchem I wojny światowej, klub przyjął nazwę Korona. W 1921 zespół startował w mistrzostwach Lwowskiego Okręgowego Związku Piłki Nożnej (LOZPN). Drużyna przez dłuższy czas występowała w niższych klasach. Do ligi okręgowej lwowskiego OZPN Korona awansowała latem 1936. Przez trzy sezony w najwyższej lidze rozegrała 72 mecze, w których zdobyła 54 pkt, strzeliła 117 goli i straciła 197 bramek. 
We wrześniu 1939, kiedy wybuchła II wojna światowa, klub przestał istnieć.

## Znani piłkarze
- Zygmunt Steuermann – reprezentant Polski
- Jan Łożański – kurier KG Armii Krajowej

## Inne
- FK Sambor (Dnister)
- Samboria Sambor
- Strzelec Sambor
- ŻKS Sambor
- Młot Sambor
- Hasmonea Sambor
- Junak Drohobycz
- Watra Drohobycz